# Yonezawa
Yonezawa (japanska: 米沢市?, Yonezawa-shi) är en stad i den japanska prefekturen Yamagata på den norra delen av ön Honshu. 1889 var Yonezawa och Yamagata de första städerna i prefekturen som fick stadsrättigheter.

## Kommunikationer
Yonezawa är en station på Yamagata Shinkansen-linjen som ger förbindelse med höghastighetståg till Tokyo.

## Galleri

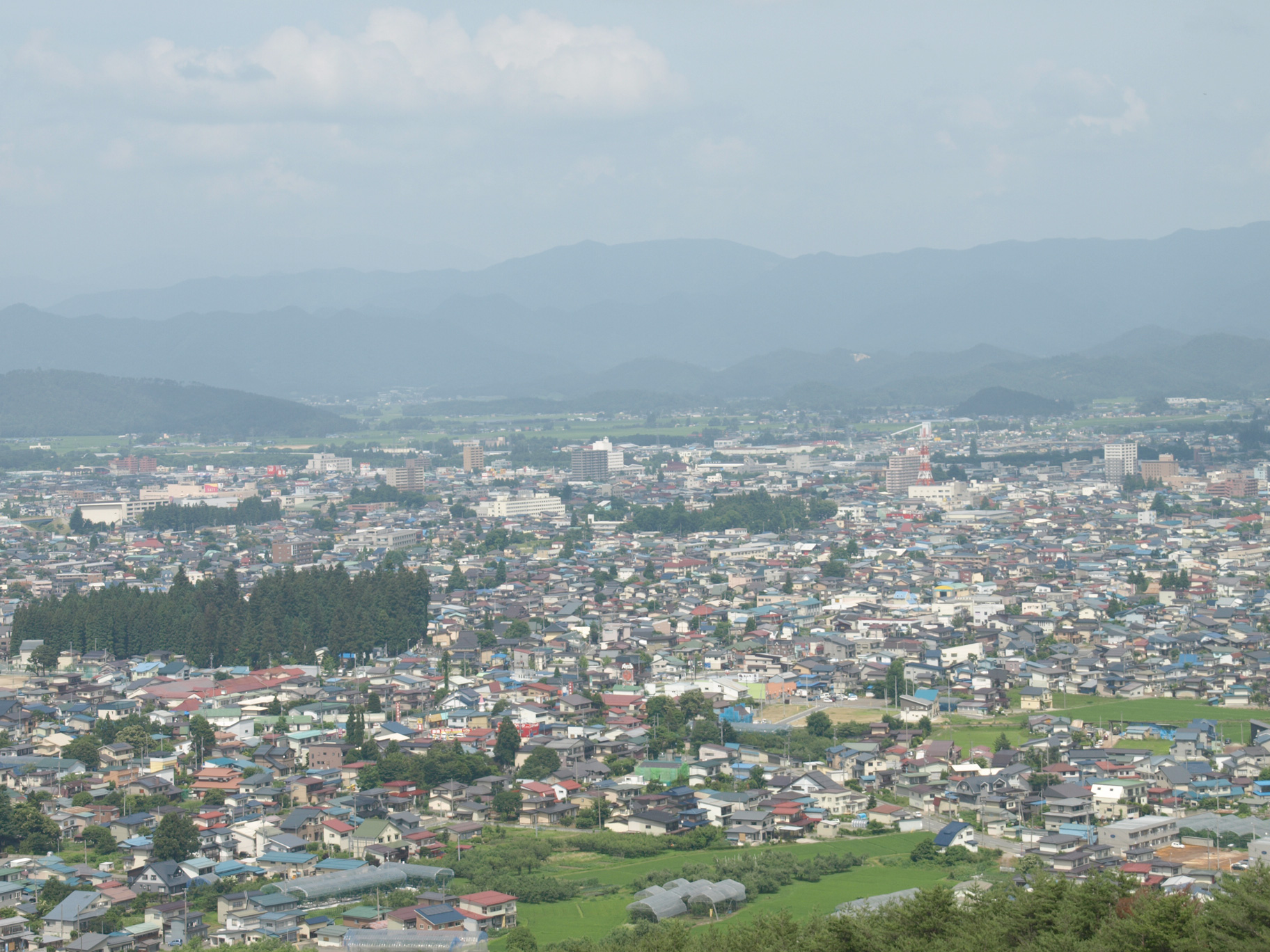
Vy över Yonezawa
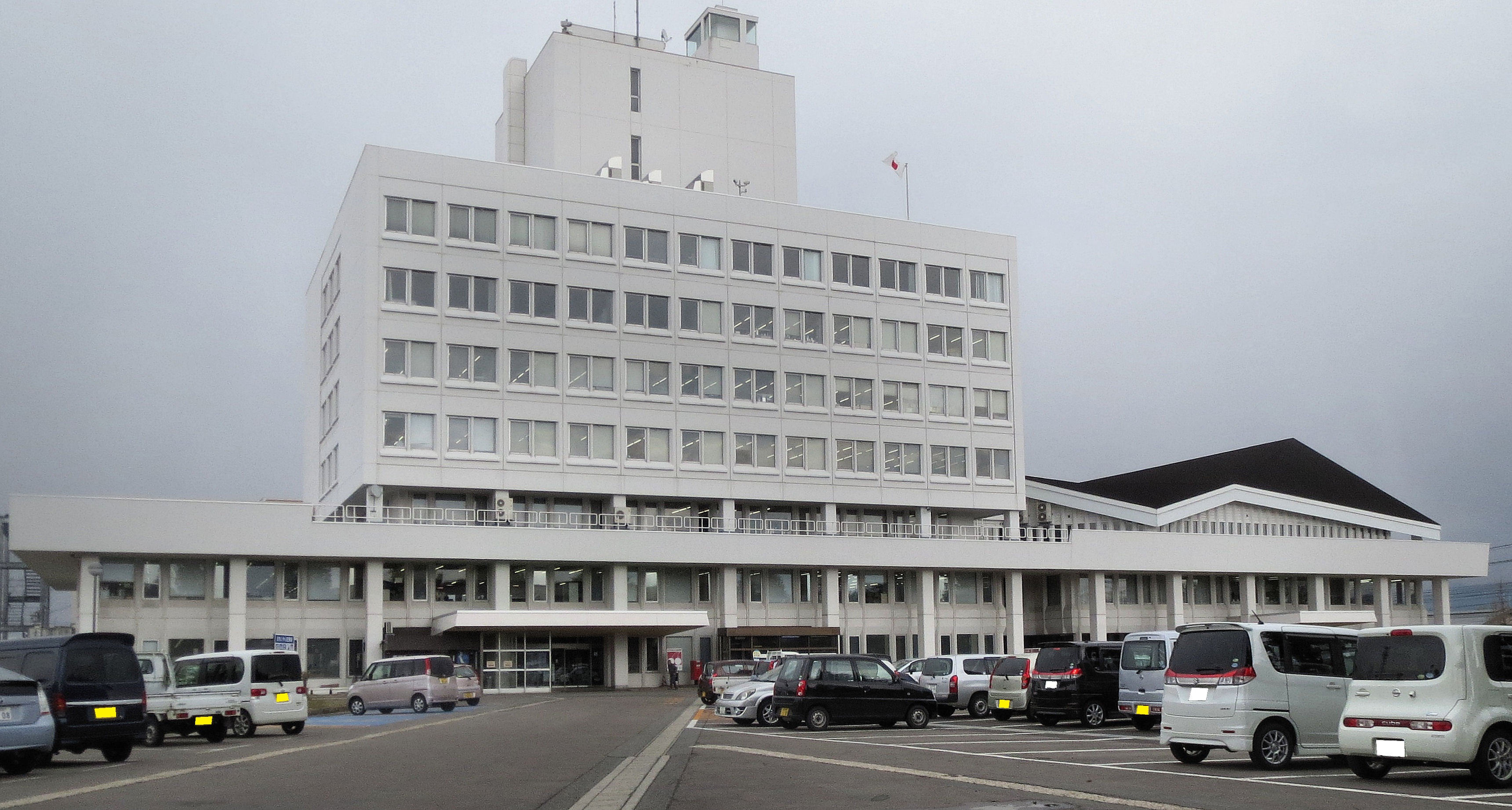
Stadshuset
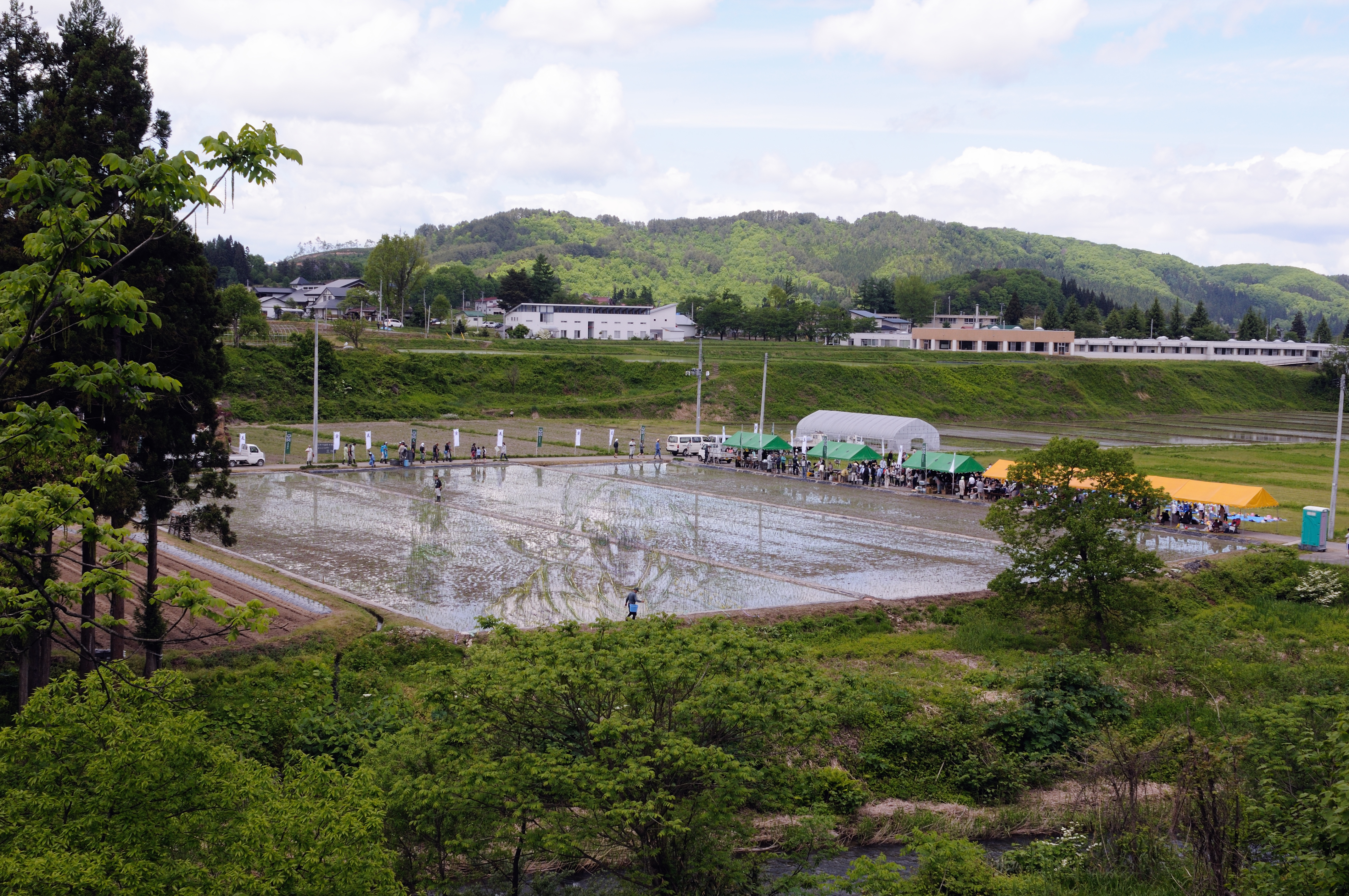
Risfält